# Hasan Gemici
Hasan Gemici (* 15. Juni 1927 in Giresun; † 25. Juni 2001 in İzmit) war ein türkischer Ringer und Olympiasieger 1952 in Helsinki im freien Stil im Fliegengewicht.

## Werdegang
Hasan Gemici wuchs in İzmit, Prov. Kocaeli, auf und begann als Jugendlicher mit dem Ringen. Er entwickelte sich zu einem hervorragenden Freistilringer. Als Fliegengewichtler hatte er in der Türkei vor allem in Ali Yücel harte Konkurrenz. Als dieser nach der Weltmeisterschaft 1951 zurücktrat, war der Weg für ihn zu den Olympischen Sommerspielen 1952 in Helsinki frei.
Zunächst siegte Hasan aber 1951 bei den Mittelmeerspielen in Alexandria im freien Stil im Fliegengewicht. Bei den Olympischen Sommerspielen in Helsinki besiegten sich die drei Medaillengewinner im Fliegengewicht Hasan Gemici, Yūshū Kitano aus Japan und Mahmoud Mollaghasemi aus dem Iran gegenseitig. So musste das beste Punktverhältnis aus den Vorkämpfen entscheiden und das hatte Hassan Gemici. Er wurde deshalb Olympiasieger vor Kitano und Mollaghasemi.
Schon 1953 wurde Hasan Gemici in der Türkei von Hüseyin Akbaş und Ahmet Bilek abgelöst. Er kam deswegen zu keinen weiteren Einsätzen bei internationalen Meisterschaften mehr. Er beendete 1955 seine Laufbahn als aktiver Ringer und wurde in seiner Heimatstadt Izmit Ringertrainer. In den 1960er Jahren arbeitete er auch einige Jahre als Trainer in Rumänien.

## Internationale Erfolge
(OS = Olympische Spiele, F = freier Stil, Fl = Fliegengewicht, damals bis 52 kg Körpergewicht)
- 1951, 1. Platz, Mittelmeerspiele in Alexandria, F, Fl;
- 1952, Goldmedaille, OS in Helsinki, F, Fl, mit Siegen über Oliva Timonen, Finnland, Leslie Cheetham, Großbritannien, Giordano Di Giorgi, Italien und Yūshū Kitano, Japan und trotz einer Niederlage gegen Mahmoud Mollaghasemi, Iran